# Snijders-Oomen niet-verbale intelligentietests
De Snijders-Oomen niet-verbale intelligentietests, kortweg de SON-tests, zijn intelligentietests die geschikt zijn voor kinderen en volwassen van tweeënhalf tot veertig jaar. De tests worden niet-verbaal genoemd omdat ze kunnen worden afgenomen zonder gesproken of geschreven taal te gebruiken. De handleidingen bevatten echter ook verbale instructies, waarbij de gesproken tekst geen extra informatie bevat ten opzichte van de niet-verbale instructies. De wijze van afname wordt aangepast aan de communicatiemogelijkheden van de onderzochten, zodat de afname van de test zo natuurlijk mogelijk kan verlopen. De tests geven een intelligentiescore die aangeeft hoe iemand presteert ten opzichte van leeftijdsgenoten.

## Geschiedenis
De eerste versie van de SON-tests werd ruim zeventig jaar geleden ontwikkeld door de Nijmeegse psychologe Nan Snijders-Oomen voor het onderzoek naar het cognitief functioneren van dove kinderen. Het doel van de testreeks was om de eenzijdigheid te doorbreken van de niet-verbale performale tests die destijds gebruikt werden en meer functies toegankelijk te maken voor niet-verbaal intelligentie-onderzoek. In 1958 werd de eerste herziening van de test uitgegeven door dr. Nan Snijders-Oomen en haar echtgenoot, hoogleraar psychologie Jan Snijders. Deze testreeks was genormeerd voor zowel horende als dove kinderen. 
Bij de oorspronkelijke SON bleek een overgang naar een ander type items noodzakelijk voor kinderen rond zes jaar. Dit leidde tot de tweede herziening in 1975 waarbij de test werd gesplitst in de SSON voor kinderen van zeven tot zeventien jaar en de Kleuter-SON voor kinderen van drie tot zeven jaar. De volgende revisies verschenen onder verantwoordelijkheid van de Groningse psychologen Peter Tellegen en Jaap Laros. In 1988 verscheen de SON-R 5,5-17. Deze test verving zowel de SON-’58 als de SSON. Daarna werd ook de Kleuter-SON herzien, wat geresulteerd heeft in de publicatie van de SON-R 2,5-7 in 1998. Van deze test is in 2007 een verkorte versie verschenen, de SON-R 2,5-7 [a], die gebruikt kan worden in niet-westerse landen. Ten slotte verscheen in 2011 een herziening van de SON-R 5,5-17, de SON-R 6-40. Deze test is geschikt voor afname bij zowel kinderen als volwassenen.

## Inhoud

### SON-R 2,5–7
De SON-R 2,5-7 bestaat uit zes subtests die uit een reeks bestaan van veertien tot zeventien items die in moeilijkheid oplopen. Er wordt een adaptieve testprocedure gehanteerd om de afnameduur van de test te beperken en te voorkomen dat kinderen items moeten maken die ver boven of beneden hun niveau liggen. Hierbij worden instap- en afbreekregels gebruikt om te bepalen waar met de test gestart en gestopt moet worden. De testleider geeft na elk item feedback; er wordt aangegeven of een antwoord juist dan wel onjuist is en de oplossing wordt aan het kind gedemonstreerd als er een fout antwoord gegeven is. Zo krijg het kind de mogelijkheid om te leren en zichzelf te corrigeren.
De subtests bestaan uit performale tests (mozaïeken, puzzels en patronen) en redeneertests (categorieën, analogieën, en situaties). Bij de performale tests wordt de oplossing al doende geconstrueerd. De redeneertests berusten op het ontdekken van relaties tussen begrippen of objecten.
- Mozaïeken Deze subtest meet het ruimtelijk inzicht van het kind. De opdracht is om met vierkantjes patronen na te leggen in een kader.
- Categorieën Deze subtest meet het vermogen tot abstract redeneren van het kind. Hierbij moet het kind kaartjes sorteren of plaatjes uitkiezen op basis van categorieën.
- Puzzels De subtest meet het ruimtelijk inzicht van het kind. Bij deze test moeten met puzzelstukken eerst voorbeeldplaatjes worden nagemaakt en later moet zelfstandig een geheel worden gevormd.
- Analogieën Deze subtest meet het vermogen tot abstract redeneren van het kind. Bij het eerste deel van deze test moet het kind het sorteerprincipe van een voorbeeld ontdekken en zelfstandig steentjes sorteren via hetzelfde principe. Bij het tweede deel moet het kind het veranderingsprincipe van een analogie ontdekken en een andere analogie zelfstandig oplossen via dit principe.
- Situaties De subtest meet het vermogen tot concreet redeneren van het kind. Hierbij is de eerste opdracht om halve tekeningen af te maken door de ontbrekende helften erbij te leggen. Daarna moet uit een aantal alternatieven de juiste ontbrekende stukjes gekozen worden om een logisch samenhangend geheel te creëren van een getekende situatie.
- Patronen Deze subtest meet het ruimtelijk inzicht van het kind. De bedoeling van de patronen-subtest is dat het kind een bepaald voorbeeldpatroon natekent.

### SON-R 6-40
De SON-R 6-40 bestaat uit vier subtests met parallelle reeksen van twaalf of dertien items die in moeilijkheid oplopen. Deze test wordt ook op adaptieve wijze afgenomen, waarbij op grond van de score op de vorige reeks van een subtest wordt bepaald waar met de volgende reeks wordt begonnen. Bij deze test blijft de feedback beperkt tot het meedelen of een antwoord juist of onjuist is.
- Analogieën Deze subtest is een abstracte redeneertest. De opdracht is om het veranderingsprincipe van een voorbeeldanalogie te ontdekken waarbij uit een geometrisch figuur een ander geometrisch figuur ontstaat, en het principe toe te passen op een vergelijkbaar figuur.
- Mozaïeken Dit is een subtest van perfomale aard. De onderzochte moet met vierkantjes een mozaïekpatroon namaken in een kader.
- Categorieën Deze subtest meet het abstract redeneervermogen. Hierbij moet een gemeenschappelijk kenmerk worden gevonden van drie plaatjes en moeten twee plaatjes met hetzelfde kenmerk worden uitgekozen.
- Patronen Dit is een subtest van performale aard. De opdracht is om een weggelaten stuk van een lijnpatroon in te vullen.

## Psychometrische eigenschappen

### Normering
Het Nederlandse normeringsonderzoek voor de SON-R 2,5-7 is uitgevoerd onder 1124 kinderen in de leeftijd van 2;3 tot 7;3 jaar. Daarnaast is er onderzoek uitgevoerd bij kinderen met een achterstand in de cognitieve ontwikkeling en bij kinderen met specifieke handicaps. Het normeringsonderzoek voor de SON-R 6-40 werd uitgevoerd in Nederland en in Duitsland. Het Nederlandse deel van de normgroep bestaat uit 938 personen in de leeftijd van 6 tot 40 jaar. Daarvan zijn 50 personen uit speciale groepen in het onderzoek opgenomen. Dit zijn volwassenen met een licht-verstandelijke handicap en leerlingen afkomstig uit het speciaal (basis)onderwijs en het praktijkonderwijs. Daarnaast is het onderzoek uitgevoerd onder 995 Duitse personen. De totale normgroep bestaat uit 1933 personen. Met het SON-computerprogramma worden alle genormeerde scores op de exacte leeftijd van de onderzochte gebaseerd.

### Betrouwbaarheid
De gemiddelde betrouwbaarheid van de subtests van de SON-R 2,5-7 is 0,72 en de betrouwbaarheid van de IQ-score is 0,90. Voor de SON-R 6-40 is de gemiddelde betrouwbaarheid van de subtests 0,87 en de betrouwbaarheid van de IQ-score 0,95. De betrouwbaarheid en de stabiliteit van de scores nemen met de leeftijd toe.

### Validiteit
Om de validiteit te meten zijn de prestaties op de SON-R 2,5-7 vergeleken met een groot aantal cognitieve tests, zoals de GOS, WPPSI-R, TONI-2, RAKIT, Bayley, McCarthy, DTVP-2, Peabody, PLS-3, Reynell en de TvK. De gemiddelde correlatie met dit soort intelligentiematen is 0,65. Voor non-verbale intelligentiematen is een gemiddelde correlatie gevonden van 0,65 en de correlatie met verbale ontwikkeling en verbale intelligentie is gemiddeld 0,48. Voor de SON-R 6-40 zijn de correlaties met de WISC-III/IV, de WAIS-III en de NIO test gemiddeld 0,80. De correlaties met het verbale deel zijn gemiddeld 0,69 en met het performale deel gemiddeld 0,79. De leeftijd van de onderzochte is belangrijk voor de samenhang van de SON-intelligentiescore met andere intelligentiematen; bij jonge kinderen zijn de correlaties in het algemeen lager dan bij oudere personen.

### COTAN-beoordelingen
De Commissie Testaangelegenheden van het Nederlands Instituut van Psychologen beoordeelt de kwaliteit van psychodiagnostische tests die in Nederland beschikbaar zijn. Hieronder staan de COTAN-beoordelingen weergegeven voor de SON-tests.
|                                | SON-R 2,5-7 | SON-R 6-40                           |
| ------------------------------ | ----------- | ------------------------------------ |
| Uitgangspunten testconstructie | goed        | goed                                 |
| Kwaliteit testmateriaal        | goed        | goed                                 |
| Kwaliteit handleiding          | goed        | goed                                 |
| Normen                         | goed        | goed                                 |
| Betrouwbaarheid                | goed        | goed                                 |
| Begripsvaliditeit              | goed        | 6-17 jaar goed 18-40 jaar voldoende¹ |
| Criteriumvaliditeit            | goed        | goed                                 |

¹ Voor de leeftijdsgroep van 18-40 jaar is minder validiteitsonderzoek beschikbaar dan voor de groep van 6-17 jaar.

## Toepassing
De niet-taligheid van de tests maakt ze in het bijzonder geschikt voor mensen met problemen of een handicap op het gebied van taal- en spraakontwikkeling en communicatie, en voor mensen die de taal van de proefleider niet vloeiend beheersen. De taalontwikkeling, zoals het kunnen benoemen van voorwerpen, kan echter wel van invloed zijn op het vermogen tot het vinden van de juiste oplossing. De tests zijn kindvriendelijk door het adaptieve karakter en de feedback die gegeven wordt, wat ze goed toepasbaar maakt bij moeilijk testbare kinderen. De afnameduur van beide tests bedraagt ongeveer een uur.

## Vertaling
De SON-tests worden in verschillende landen gebruikt. Aangezien het testmateriaal niet vertaald hoeft te worden, is de test direct toepasbaar voor internationaal en crosscultureel onderzoek. Er zijn Nederlandse, Engelse en Duitse handleidingen voor de test verschenen. Met de SON-R 2,5-7 is normeringsonderzoek uitgevoerd in Nederland, Duitsland, Engeland, Frankrijk, Tsjechië, Slowakije en Roemenië. De SON-R 2,5-7 [a] is genormeerd in Brazilië en er loopt een normeringsonderzoek in Zuidoost-Azië. Voor de SON-R 6-40 is normeringsonderzoek uitgevoerd in Nederland, Duitsland en China.